# Lijst van rijksmonumenten in Oisterwijk (plaats)
De plaats Oisterwijk telt 37 inschrijvingen in het rijksmonumentenregister. Hieronder een overzicht.
| Object | Oorspronkelijke functie?  | Bouwjaar                           | Architect      | Locatie                        | Coördinaten?                  | Nr.?   | Afbeelding                                               |
| --- | ------------------------- | ---------------------------------- | -------------- | ------------------------------ | ----------------------------- | ------ | -------------------------------------------------------- |
| Boerderij van gecombineerd langs- en dwarsdeeltype met rieten wolfdak | Boerderij                 | vermoedelijk tweede helft 17e eeuw |                | Baaneind 12                    | 51° 34' 3" NB, 5° 9' 9" OL    | 9337   | Meer afbeeldingen                                        |
| Sint-Petrus'-Bandenkerk | Kerk en kerkonderdeel     | 1895-1897                          | P.J.H. Cuypers | Kerkplein 1                    | 51° 34' 43" NB, 5° 11' 6" OL  | 31362  | Meer afbeeldingen                                        |
| Gepleisterd pand met verdieping en schilddak, geflankeerd door twee lage zijvleugels onder zadeldaken, aansluitend tegen puntgevels. Cordonlijst tussen de parterre en de verdieping; deuren met panelen en bovenlichten | Woonhuis                  | midden 19e eeuw                    |                | Kerkstraat 59                  | 51° 34' 45" NB, 5° 11' 14" OL | 31363  | Meer afbeeldingen                                        |
| Woonhuis met gezwenkte trapgevel; boven de vensters korfbogen en op de verdiepingen uitgekraagde bogen. Toppilasters met trapje                                                                                          | Woonhuis                  | 1633 (jaartalankers)               |                | Kerkstraat 90                  | 51° 34' 45" NB, 5° 11' 10" OL | 31364  | Meer afbeeldingen                                        |
| Boerderij van het Kempische langgeveltype onder rieten wolfdak. Schuiframen met kleine roedenverdeling | Boerderij                 | 19e eeuw                           |                | Kerkhovensestraat 11           | 51° 35' 15" NB, 5° 11' 16" OL | 31365  | Meer afbeeldingen                                        |
| Gepleisterd pand. Het huis bestaat uit een middengedeelte met twee verdiepingen en schilddak, geflankeerd door lage zijvleugels van latere datum, waarvan de zijgevels versierd zijn met pinakels                        | Woonhuis                  | derde kwart 19e eeuw               |                | De Lind 54                     | 51° 34' 54" NB, 5° 11' 59" OL | 31366  | Meer afbeeldingen                                        |
| Station N.S. Staatsspoorstation klasse IV | Transport                 | 1864-1865                          |                | Stationsplein 1                | 51° 34' 55" NB, 5° 11' 36" OL | 31367  | Meer afbeeldingen                                        |
| Kerkhovense Molen | Industrie- en poldermolen | 1895 / 1912                        |                | Langvennen Oost 120            | 51° 35' 11" NB, 5° 10' 38" OL | 31368  | Meer afbeeldingen                                        |
| Nederlands Hervormde Kerk | Kerk en kerkonderdeel     | 1811                               |                | Kerkstraat 64                  | 51° 34' 46" NB, 5° 11' 16" OL | 42119  | Meer afbeeldingen                                        |
| Israelitische begraafplaats van Oisterwijk | Begraafplaats en -onderdl | ca. 1740                           |                | Jan van Beverwijckstraat 35    | 51° 33' 58" NB, 5° 11' 9" OL  | 46806  | Meer afbeeldingen                                        |
| Koninklijke Verenigde Leder | Opslag                    | 1918-1921                          |                | Almijstraat 14                 | 51° 34' 56" NB, 5° 11' 14" OL | 519945 | Meer afbeeldingen                                        |
| Machine met ketelhuis | Industrie                 | 1924                               | F. Hildner     | Almijstraat bij 14             | 51° 34' 56" NB, 5° 11' 14" OL | 519947 | Meer afbeeldingen                                        |
| Produktiehal/drogerij/magazijn met voormalig kantoorgebouw | Industrie                 | ca. 1924                           |                | Almijstraat bij 14             | 51° 34' 53" NB, 5° 11' 13" OL | 519948 | Meer afbeeldingen                                        |
| Voormalige brandweergarage | Overheidsgebouw           | 1925                               |                | Almijstraat bij 14             | 51° 34' 52" NB, 5° 11' 13" OL | 519950 | Meer afbeeldingen                                        |
| Kantoorgebouw met magazijn | Handel en kantoor         | ca. 1924                           |                | Almijstraat bij 14             | 51° 34' 52" NB, 5° 11' 13" OL | 519951 | Meer afbeeldingen                                        |
| Gedenkteken | Gedenkteken               | 1941                               |                | Almijstraat bij 14             | 51° 34' 56" NB, 5° 11' 14" OL | 519953 | Meer afbeeldingen                                        |
| De Hondsberg | Woonhuis                  | 1825                               |                | Hondsberg 5                    | 51° 34' 0" NB, 5° 11' 25" OL  | 519955 | Meer afbeeldingen                                        |
| Portierswoning | Dienstwoning              | 1919                               |                | Hondsbergselaan 1              | 51° 34' 0" NB, 5° 11' 25" OL  | 519956 | Portierswoning                                           |
| Muziektent | Welzijn, kunst en cultuur | 1929                               |                | Raadhuis/Johanneskerk (bij)    | 51° 34' 52" NB, 5° 11' 53" OL | 519958 | Meer afbeeldingen                                        |
| Complex De Lind | Tuin, park en plantsoen   | 1930                               |                | Raadhuis/Johanneskerk (bij)    | 51° 34' 52" NB, 5° 11' 55" OL | 519959 | Complex De Lind                                          |
| Theater, in de open lucht gelegen | Welzijn, kunst en cultuur | 1936                               |                | Gemullehoekenweg 147           | 51° 34' 14" NB, 5° 13' 4" OL  | 519965 | Theater, in de open lucht gelegen                        |
| Dubbel winkelwoonhuis | Woonhuis                  | laatste kwart 19e eeuw             |                | Kerkplein 2 en 4               | 51° 34' 44" NB, 5° 11' 2" OL  | 519967 | Meer afbeeldingen                                        |
| L-vormig woonhuis | Woonhuis                  | 1850-1860                          |                | Kerkplein 22                   | 51° 34' 42" NB, 5° 10' 59" OL | 519968 | Meer afbeeldingen                                        |
| Beeldengroep van de H. Familie in Neogotische stijl | Gedenkteken               | 1928                               | Cuypers        | Kerkplein 1 (bij)              | 51° 34' 40" NB, 5° 11' 5" OL  | 519969 | Beeldengroep van de H. Familie in Neogotische stijl      |
| Drie woonhuizen | Woonhuis                  | ca. 1855                           |                | Kerkstraat 58                  | 51° 34' 46" NB, 5° 11' 17" OL | 519971 | Meer afbeeldingen                                        |
| R.K. pastorie | Kerkelijke dienstwoning   | 1859                               |                | Kerkstraat 95                  | 51° 34' 42" NB, 5° 11' 4" OL  | 519972 | Meer afbeeldingen                                        |
| Winkelwoning t.b.v. tabak, alcoholica en krudenierswaren | Winkel                    | 1921                               |                | De Lind 12, 12a                | 51° 34' 49" NB, 5° 11' 45" OL | 519973 | Winkelwoning t.b.v. tabak, alcoholica en krudenierswaren |
| voormalige ambtswoning van de burgemeester | Dienstwoning              | ca. 1900                           |                | De Lind 18                     | 51° 34' 50" NB, 5° 11' 47" OL | 519974 | voormalige ambtswoning van de burgemeester               |
| Kerk van H. Joannes van Oisterwijk | Kerk en kerkonderdeel     | 1927-1928, toren 1952              | H.W. Valk      | De Lind 50                     | 51° 34' 53" NB, 5° 12' 1" OL  | 519975 | Meer afbeeldingen                                        |
| Geheel vrijstaande gemeentehuis | Bestuursgebouw en onderdl | 1899                               |                | De Lind 56                     | 51° 34' 52" NB, 5° 11' 53" OL | 519976 | Meer afbeeldingen                                        |
| Dubbel woonhuis | Woonhuis                  | laatste kwart 19e eeuw             |                | De Lind 39                     | 51° 34' 52" NB, 5° 11' 49" OL | 519977 | Dubbel woonhuis                                          |
| Het Molenhuis | Industrie                 | 1850                               |                | Molenstraat 3                  | 51° 34' 53" NB, 5° 11' 35" OL | 519978 | Het Molenhuis                                            |
| St. Jozefschool | Onderwijs en wetenschap   | 1938                               | H.W. Valk      | Nicolaas van Eschstraat 30-30a | 51° 35' 2" NB, 5° 12' 11" OL  | 519979 | Meer afbeeldingen                                        |
| Villa 't Hoog Huys | Woonhuis                  | 1896                               |                | Posthoornseweg 7               | 51° 34' 37" NB, 5° 13' 53" OL | 519981 | Villa 't Hoog Huys                                       |
| Ponderosa | Woonhuis                  | 1920                               |                | Scheepersdijk 103              | 51° 34' 32" NB, 5° 11' 50" OL | 519982 | Ponderosa                                                |
| Standbeeld van Adriaan Poirters | Gedenkteken               | 1928                               | Aloïs De Beule | Op plantsoen Kerkplein (bij)   | 51° 34' 41" NB, 5° 11' 1" OL  | 519984 | Meer afbeeldingen                                        |
| Winkel-woonhuis | Winkel                    | eerste helft 18e eeuw              |                | De Lind 75                     | 51° 34' 54" NB, 5° 11' 57" OL | 526617 | Winkel-woonhuis                                          |